# Нейлен
Нейлен (на нидерландски: Nijlen) е селище в Северна Белгия, окръг Мехелен на провинция Антверпен. Разположено е на река Нете и канала Албер, на 18 km североизточно от град Мехелен. Населението му е около 20 900 души (2006).